# Марьяновка (Голованевская поселковая община)
Марья́новка (укр. Мар'янівка) — село в Голованевской поселковой общине Голованевского района Кировоградской области Украины.
Население по переписи 2001 года составляло 94 человека. Почтовый индекс — 26551. Телефонный код — 5252. Занимает площадь 0,576 км². Код КОАТУУ — 3521486504.